# Les Enfants de la chance
Pour les articles homonymes, voir Les Enfants de la chance (homonymie).
Pour plus de détails, voir Fiche technique et Distribution.
Les Enfants de la chance est une comédie dramatique française réalisée par Malik Chibane, sortie en 2016, d'après les mémoires de Maurice Grosman, N'habite plus à l'adresse indiquée.

## Synopsis
En 1942, Maurice Gutman, un enfant juif de 12 ans, se trouve séparé de sa famille à la suite d'un accident. Durant son séjour au service de pédiatrie de l'hôpital de Garches, sa famille est emmenée au camp de Drancy, puis déportée vers le camp d'Auschwitz. Il passe deux ans à l'hôpital, échappant à l'inquisition policière grâce au médecin-chef de l'établissement ; des liens d'amitié s'établissent dans le groupe d'enfants où il se trouve, dont certains guérissent et d'autres meurent. À sa sortie, après la Libération, il retrouve sa tante et comprend qu'elle est, de sa famille, la seule survivante du massacre nazi.

## Fiche technique
- Titre original : Les Enfants de la chance
- Titre à l'international : Di Ness (Le Miraculé)
- Réalisation : Malik Chibane
- Scénario : Malik Chibane
- Musique : Adrien Bekerman
- Montage : Stéphanie Pelissier
- Décors : Florian Augis
- Maquillages : Michèle Constantinides
- Production : Manuel Munz
- Sociétés de production : Les Films Manuel Munz
  - Co-production : Orange Studio, Wild Bunch, La Vérité Production, Namsorg, Canal+ (participation)
- Sociétés de distribution : Wild Bunch Distribution (France)
- Distribution : Wild Bunch
- Pays de production :  France
- Durée : 95 minutes
- Genre : comédie dramatique
- Dates de sortie :
  - Allemagne : 27 septembre 2016 (festival du film de Schlingel)
  - France : 30 novembre 2016

## Distribution
- Matteo Perez : Maurice Gutman
- Philippe Torreton : docteur Daviel
- Pauline Cheviller : Mlle Véronique
- Antoine Gouy : M. Charles
- Néo Rouleau : Samuel
- Eliott Lobrot : Lucien
- Baptiste Uhl : René Le Roux
- Camille Loubens : René Le Brun
- Ange Lanfranchi : François
- Jules Rigault : Michel
- Maxime Rohart : Louis
- Maxence Seva : Luc
- Mathias Mlekuz : Raymond Daviel
- Jaouen Gouevic : Petit Luc
- Vincent Odetto : Jean
- Anthony Bajon : Marcel
- Coline Béal : Madeleine
- Anne Charrier : Tante Régina
- François Patissier : M. Clément
- Anthony Cruz : le soldat américain
- Wolfgang Pissors : Colonel allemand
- Bernard Gabay : le chanteur